# Hydrant

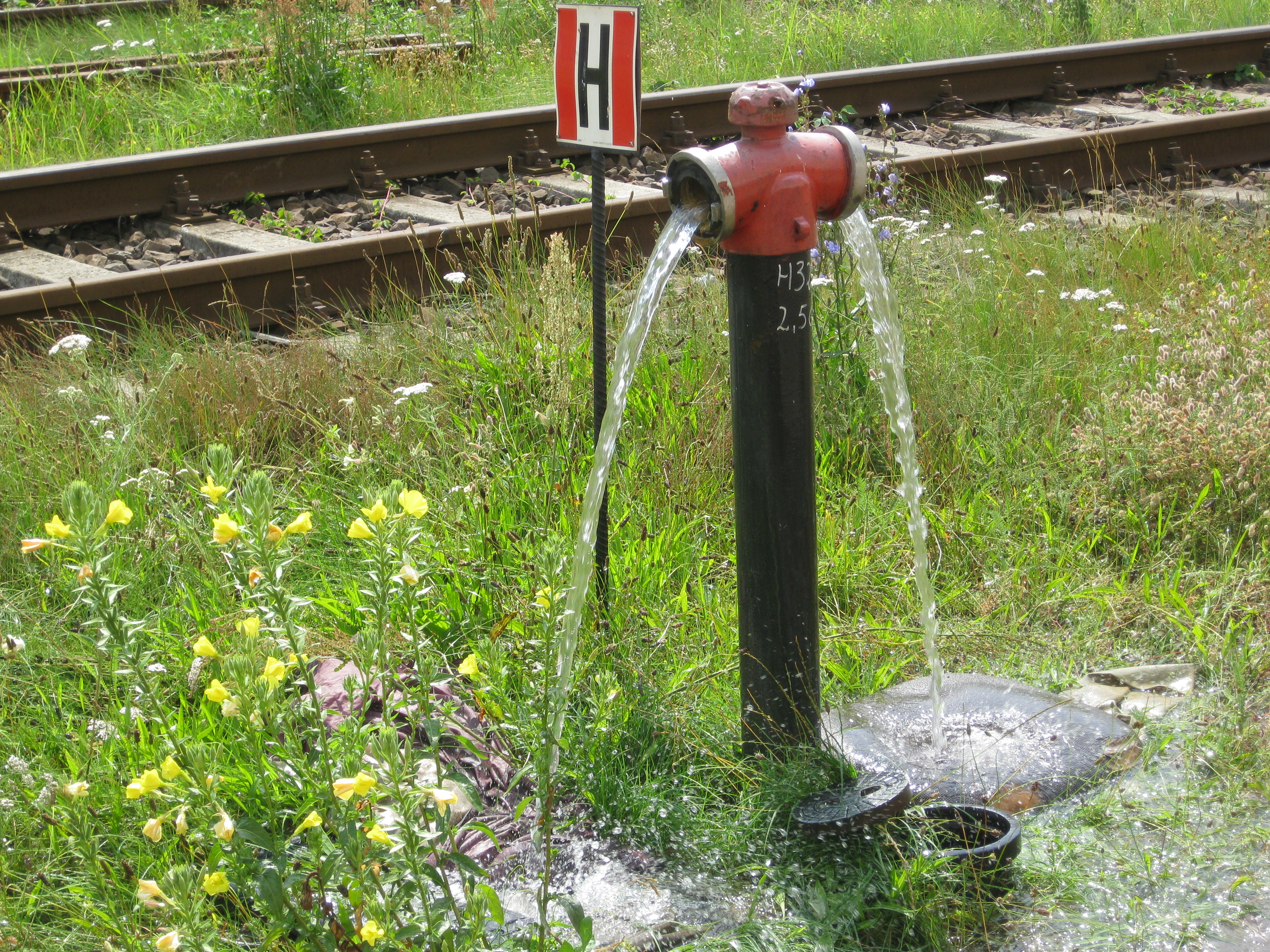
Współczesny hydrant nadziemny

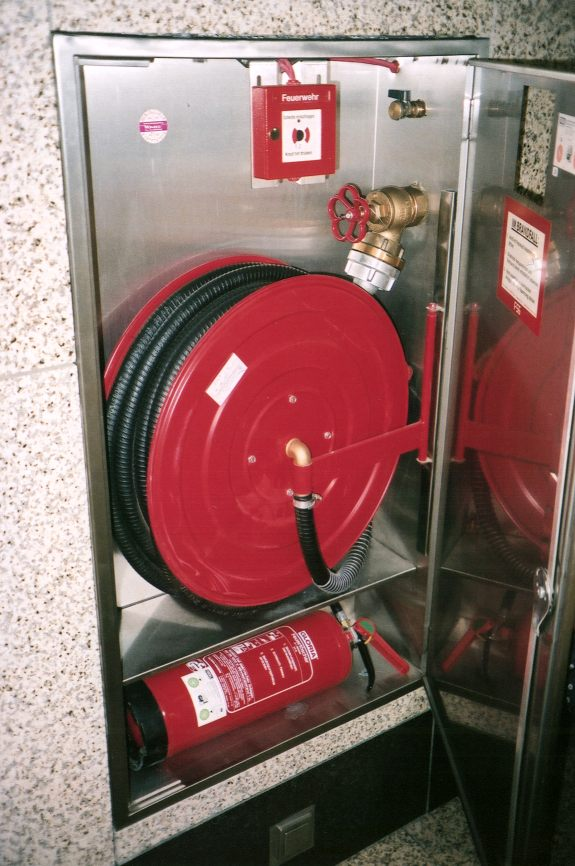
Hydrant wewnętrzny

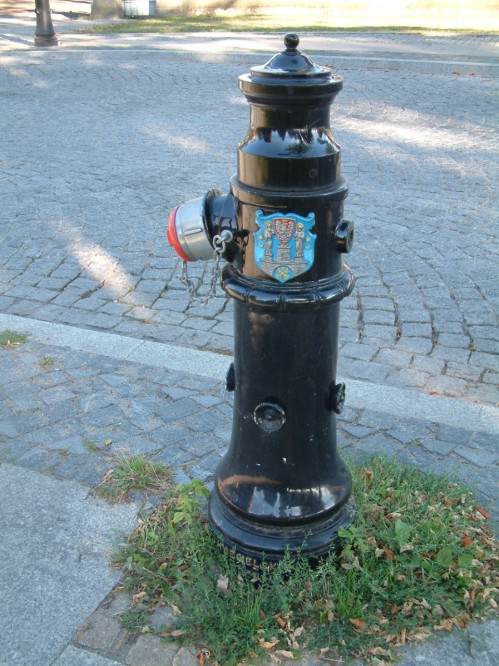
Zabytkowy poznański hydrant nadziemny z herbem wykonany przez Zakłady Hipolita Cegielskiego

Hydrant – urządzenie, które umożliwia bezpośredni pobór wody z głównych przewodów sieci wodociągowej. Hydrant jest wyposażony w zawór i złącze do węża, ma zastosowanie w celach gospodarczych oraz przeciwpożarowych.
Rozróżnia się hydranty:
- uliczne (na sieciach zewnętrznych):
  - nadziemne
  - podziemne
- wewnętrzne (natynkowe lub wnękowe – na wewnętrznych instalacjach przeciwpożarowych budynku) – zaliczane do stałych urządzeń gaśniczych uruchamianych ręcznie

Nazwą hydrant określa się również elastyczny wąż pożarniczy służący do wyprowadzania wody z sieci wodociągowej lub zbiornika wody.

## Akty prawne w Polsce
Ustawa:
- Ustawa o ochronie przeciwpożarowej

Rozporządzenia:
- Rozporządzenie Ministra Infrastruktury z dnia 12 kwietnia 2002 roku w sprawie warunków technicznych, jakim powinny odpowiadać budynki i ich usytuowanie (Dz.U. z 2022 r. poz. 1225),
- Rozporządzenie Ministra Spraw Wewnętrznych i Administracji z dnia 7 czerwca 2010 r. w sprawie ochrony przeciwpożarowej budynków, innych obiektów budowlanych i terenów (Dz.U. z 2023 r. poz. 822),
- Rozporządzenie Ministra Spraw Wewnętrznych i Administracji z dnia 24 lipca 2009 roku w sprawie przeciwpożarowego zaopatrzenia w wodę oraz dróg pożarowych (Dz.U. z 2009 r. nr 124, poz. 1030),

Polskie Normy:
- Polska Norma PN-EN 671-1 Stałe urządzenia gaśnicze. Hydranty wewnętrzne. Hydranty wewnętrzne z wężem półsztywnym.
- Polska Norma PN-EN 671-2 Stałe urządzenia gaśnicze. Hydranty wewnętrzne. Hydranty wewnętrzne z wężem płasko składanym.
- Polska Norma PN-EN 671-3 Stałe urządzenia gaśnicze. Hydranty wewnętrzne. Konserwacja hydrantów wewnętrznych z wężem półsztywnym i hydrantów wewnętrznych z wężem płasko składanym.
- Polska Norma PN-EN 1074-6 Armatura wodociągowa. Wymagania użytkowe i badania sprawdzające. Część 6: Hydranty.
- Polska Norma PN-EN 14384 Hydranty przeciwpożarowe nadziemne.
- Polska Norma PN-EN 14339 Hydranty przeciwpożarowe podziemne.